# 四喜丸子

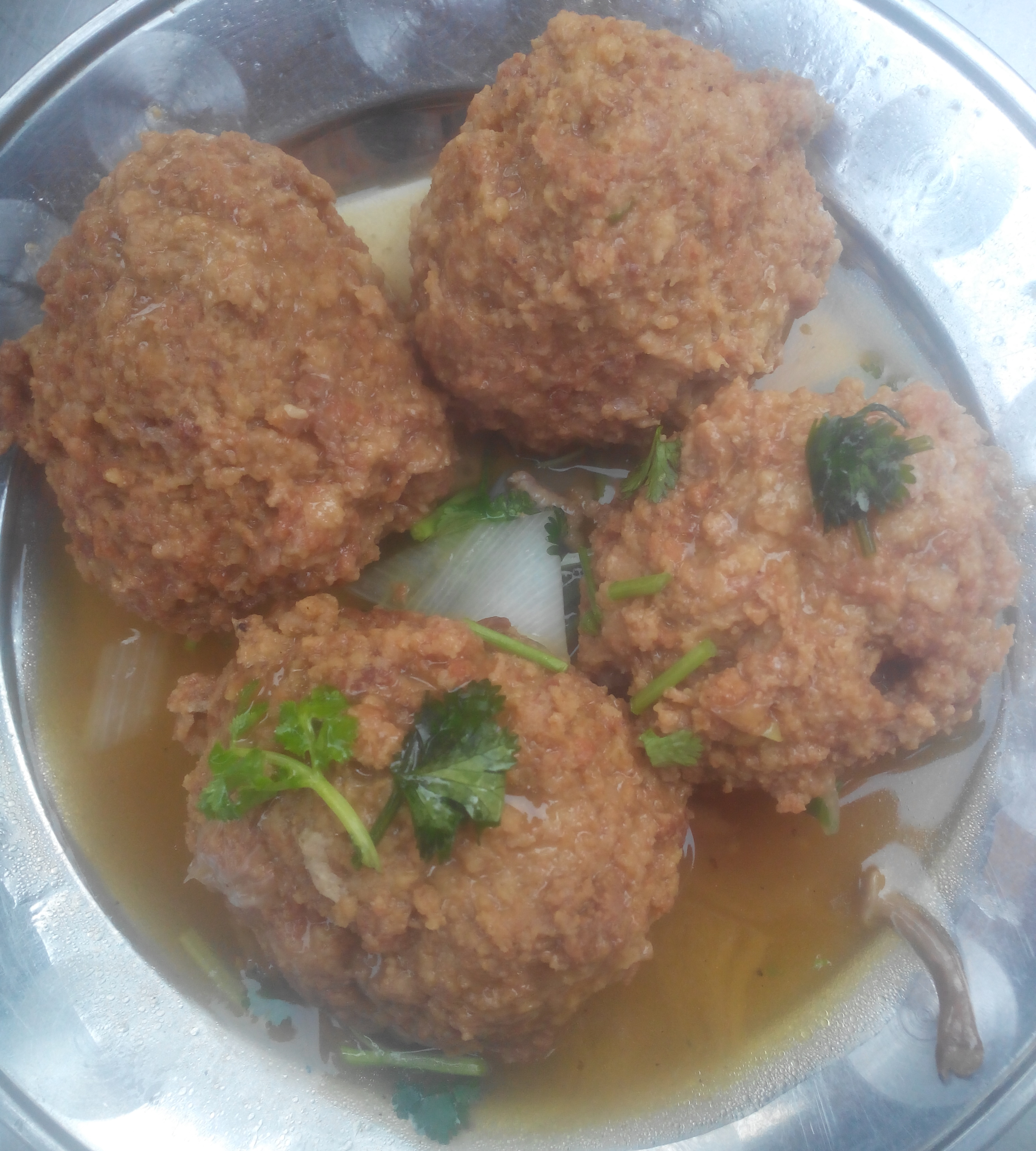
四喜丸子

四喜丸子为中国的一道名菜，为鲁菜的代表菜之一。
四喜丸子从外观上来说，由四个较大的肉丸以及其他辅料组成。四喜丸子的做法与狮子头基本一致，只是四喜丸子限用四个肉丸。主要用料为猪肉馅、鸡蛋、葱花等。